# 楠葉関
楠葉関（くすはのせき／くずはのせき）は、中世に河内国交野郡楠葉（現在の大阪府枚方市楠葉）の淀川沿岸に設置された関所。

## 概要
設置時期は不明であるが、『太平記』に建武の新政開始にあたって後醍醐天皇が関所を廃止した時に「大津・楠葉」を対象外としたと記しており、この時代には存在したと考えられている。続いて、暦応3年/興国元年（1340年）には、北朝光厳上皇の院宣によって同関が春日社造営料所に充てられ、実質的には同社を支配していた奈良興福寺の支配下に置かれていた。また、内蔵寮もこれとは別に率分関を楠葉に有しており、山科家が事実上管理下に置いていた。文明年間には、興福寺大乗院が楠葉関より年間1,100貫の関銭収入を得ていたことが知られている。